# Youssef Boatris
Youssef Boatris, född 29 juli 2001, är en marockansk taekwondoutövare. 

## Karriär
I juli 2022 tog Boatris brons i 80 kg-klassen vid afrikanska mästerskapen i Kigali. I maj 2023 tävlade Boatris i 80 kg-klassen vid VM i Baku, där han blev utslagen i sextondelsfinalen av burkinske Faysal Sawadogo. I november 2023 tog Boatris brons i 80 kg-klassen vid afrikanska mästerskapen i Abidjan.